# Parlamento da Região do Curdistão
O Parlamento do Curdistão no Iraque (Curdo: پەرلەمانی كوردستان, árabe: برلمان كردستان), também chamado de Parlamento do Curdistão Iraquiano (IKP), é o parlamento da Região Autônoma do Curdistão, situada no norte do Iraque. 
É constituído por representantes dos vários partidos, listas ou chapas - eleitos de quatro em quatro anos pelos habitantes das províncias da região curda, administradas pelo Governo Regional do Curdistão. Em 2009, uma emenda foi aplicada à Lei Eleitoral do Curdistão do ano de 1992, e desde então o órgão foi referido como "Parlamento do Curdistão" em vez de seu nome anterior "Assembleia Nacional do Curdistão".

## Composição
O edifício do parlamento está localizado em Erbil, capital da região do Curdistão. O IKP é um órgão unicameral composto originalmente por 111 membros, no qual 11 assentos eram reservados para comunidades minoritárias não curdas da região do Curdistão. Contudo, em fevereiro de 2024, por decisão da Suprema Corte de Iraque, o número de membros na eleição seguinte - em outubro do mesmo ano, foi reduzido para 100, com 5 assentos reservados para as minorias étnicas.
O IKP realiza duas sessões por ano, cada uma cobrindo um período de quatro meses. O IKP trabalha por comitês que se concentram em certas áreas, como assuntos jurídicos, finanças e economia, cultura, educação e ensino superior. As propostas legislativas e os projetos de lei são iniciados por meio do Conselho Regional de Ministérios ou pelo endosso de dez membros individuais do parlamento.